# 楊茂搜
楊 茂搜（よう もそう、? - 317年）は、前仇池の初代君主。もとの名は令狐茂搜といった。楊飛龍の外甥で養子である。子は楊難敵・楊堅頭。『宋書』では楊戊搜と表記される。

## 略歴
略陽郡清水県に割拠する氐族酋長楊飛龍の外甥にあたる。
296年、楊飛龍には子が無かった為、養子として迎え入れられた。間もなく楊飛龍が病死すると、その後を継いだ。
同年、氐族の斉万年が西晋に反乱を起こすと、連年に渡り飢饉が続いていた事も有り、関中は大いに荒廃した。12月、楊茂搜は斉万年の乱を避け、部落4千戸余りを率いて略陽から仇池へ移った。この時、輔国将軍・右賢王を自称した。当時、戦乱を避けて関中から移住して来る者が大勢おり、みな楊茂搜を頼りとした。楊茂搜は彼等を迎え入れてよく慰撫し、去ろうとする者には物資を与えて送り出してやった。
後に愍帝により驃騎将軍・左賢王に任じられ、その地位を正式なものとした。また、上邽に割拠する南陽王司馬保により、楊茂搜の長男の楊難敵は征南将軍に任じられた。
313年5月、梁州刺史張光と王如（南陽で反乱を起こすも討伐された）の残党である楊虎が梁州の覇権をかけて漢中で争うようになると、両者共に楊茂搜へ救援を求めた。楊茂搜は長男の楊難敵を派遣して張光の援護を命じたが、楊難敵は楊虎から賄賂を受け取って密かに寝返り、共に張光を挟撃して破った。10月、楊難敵は楊虎と結託して梁州を占拠すると、梁州刺史を自称した。314年1月、梁州出身の張咸らが挙兵し、楊難敵を放逐すると、梁州ごと成漢へ帰順した。
317年12月、楊茂搜は没した。長男の楊難敵が後を継ぎ、末弟の楊堅頭と部曲を分割して統治した。